# Manoir du Chapitre
Le manoir du Chapitre dit le Prieuré est un manoir situé sur le territoire de la commune d'Ailly, dans le département de l'Eure en Normandie.

## Localisation
Le manoir du Chapitre se situe sur le territoire de la commune d'Ailly dans l'Est du département de l'Eure, 
Il s'élève au no 2 rue de l'Église, au centre du village.

## Historique
Au XIe siècle, le manoir d'Ailly et sa seigneurie reviennent au chapitre général de la cathédrale de Beauvais grâce à l'évêque Roger de Blois,.
Au XVIIIe siècle, il est appelé Maison de la Recette car le receveur, qui administre les terres et en collecte les produits pour le compte du chapitre, y demeure.
À la Révolution, de nombreux bâtiments du manoir sont mis en vente et démantelés. Seule la partie orientale de l'enclos, incluant le logis, subsiste,.
Le logis devient, au XIXe siècle,  une auberge ; puis, au siècle suivant, il est réaménagé en résidence de campagne avant de devenir un gîte.

## Architecture
Le logis, de forme rectangulaire, comprend des chaînes d'angle en pierre de taille et présente des façades en moellons enduits. Celles-ci sont percées de baies géminées avec arcs brisés et oculi tréflés.  
Outre le logis, le domaine comprenait un colombier, un hôtel et des dépendances agricoles.

## Protection
Le logis en totalité et l'assise foncière de la parcelle font l'objet d'une inscription au titre des monuments historiques par arrêté du 10 novembre 1998,.